# Los enigmas de Providence
Los enigmas de Providence (Les Énigmes de Providence en V.O.) es una serie de animación y de misterio francesa producida por Banco Productions y emitida en 2002 originalmente por TF1.
Está dirigida por Eric Berthier y creada por Patrick Schwerdtle, Olivier Marvaud y Fabrice Ziolkowski.

## Resumen
Antes del inicio del fuego y del hielo, y antes de la llegada de las primeras tribus, un grupo formado por siete sabios enterraron un tesoro en una zona encantada con el objetivo de protegerlo de las fuerzas maléficas. Sin embargo, en el presente, dicho tesoro, conocido como el "Misterio de Providence" se encuentra en peligro.
Tan solo aquel que pueda leer el pergamino, puede ser el "elegido" para proteger el secreto. Esta tarea recae en Oscar, un detective privado que cuenta con la ayuda de sus mejores amigos de la infancia: Kate (o Katya) y Martin, los cuales tendrán que hacer frente a todo tipo de fenómenos extraños.

## Reparto
| - Peppino Capotondi - Lydia Cherton - Monique Clémont - Michel de Warzee - Patrick Donnay - Leon Dony | - Daniel Dury - Véronique Fyon - Robert Guilmard - Françoise Oriane - André Pauwels - Nathalie Stas |